# Mamirolle (film)
Pour plus de détails, voir Fiche technique et Distribution.
Mamirolle est un film français réalisé par Brigitte Coscas et sorti en 2000.

## Fiche technique
- Titre : Mamirolle
- Réalisation : Brigitte Coscas
- Scénario : Natalie Carter, Brigitte Coscas et Alain Tasma
- Photographie : Antoine Héberlé
- Décors : Cécile Deleu
- Costumes : Gigi Lepage
- Musique : Nicolas Baby
- Montage : Luc Barnier
- Société de production : Parnasse Productions
- Pays de production :  France
- Durée : 90 minutes
- Date de sortie : France - 19 janvier 2000[1]

## Distribution
- Lou Doillon : Delphine
- Sylvain Jacques : Manuel
- Elisabeth Kaza : Mamy
- Jean-Roger Milo : François
- Marie-Armelle Deguy : Iris
- Corinne Dacla : la docteresse
- Laura Favali : Valérie
- Jessica Forde : Isabelle
- Christine Citti : Sylvana
- Elli Medeiros : Irène